# N. T. Binh
 (juillet 2022).
Il peut être nécessaire de l'améliorer pour respecter le principe de neutralité de point de vue. 

 (juillet 2022).
Nguyễn Trọng Bình, dit N. T. Binh, dit Yann Tobin, né le 4 avril 1958 à Paris 8e, est un écrivain, réalisateur, journaliste et critique de cinéma français. Il est membre du comité de rédaction de la revue Positif et ancien maître de conférences à l'université Paris I Panthéon-Sorbonne.

## Biographie
Né à Paris de parents vietnamiens le 4 avril 1958, il est le filleul du dramaturge et scénariste Marcel Achard, proche ami de son grand-père maternel, le docteur Nguyễn Mạnh Đôn, médecin qui a joué dans quelques films des années 1930 sous le nom de Linh-Nam (il est évoqué dans le roman de Patrick Modiano Memory Lane sous l’identité du « docteur Vin Son »).
Il s’intéresse très tôt au cinéma et, tout en menant des études de médecine, envoie à la revue mensuelle Positif un premier article sur le cinéaste classique américain John M. Stahl, qui fait la couverture du numéro d’été 1979 (n° 220-221), sous le pseudonyme de Yann Tobin. Il devient collaborateur régulier de la revue et intègre le comité de rédaction en 1982, où il siège encore. Il y a écrit plus de mille articles et codirigé de nombreux dossiers sur des cinéastes classiques (Michael Powell, Frank Capra, Jacques Tourneur, Vincente Minnelli, Claude Sautet, Ernst Lubitsch, Julien Duvivier, Douglas Sirk…) ou sur divers thèmes (le cinéma chinois, les producteurs, les acteurs et actrices, le costume à l’écran, la comédie musicale filmée, la distribution et l’exploitation…).
Entre 1984 et 2000, il produit et réalise pour sa société Binôme des films d’entreprise et de commande, souvent liés à la science ou à la médecine, ce qui lui permet de remporter le Prix de l’œuvre institutionnelle de la Scam en 2000. Il a produit et coécrit le long métrage Printemps perdu réalisé par Alain Mazars (1990), présenté à la Quinzaine des réalisateurs à Cannes et primé au festival de Montréal.
En 1988, il publie son premier livre, Mankiewicz, monographie sur le cinéaste Joseph L. Mankiewicz. Son deuxième livre, Lubitsch, monographie d’Ernst Lubitsch coécrite avec Christian Viviani en 1990, remporte son premier Prix littéraire du syndicat français de la critique. Il a été commissaire de plusieurs expositions sur le cinéma dont il a publié les catalogues, notamment Jacques Prévert, Paris la belle (2008) à l’Hôtel de ville de Paris, et Comédies musicales, la joie de vivre du cinéma (2018-2018) à La Philharmonie de Paris.
En 1997, il réalise son premier documentaire, Le Cinéma britannique aujourd’hui, la tradition des francs-tireurs. D’autres documentaires sur le cinéma suivront, en tant que réalisateur, collaborateur ou intervenant.
En 2006, alors chargé d’enseignement à l'université de Louvain-la-Neuve, il dirige un numéro de la revue belge Études théâtrales sur « La direction d’acteurs au cinéma ». À partir de 2010, il enseigne à l’École des arts de la Sorbonne (université Paris I Panthéon-Sorbonne) comme chargé de cours, puis professionnel associé, avant d'être titularisé maître de conférences en 2014, et prend sa retraite en 2020.
Il est par ailleurs chroniqueur radio à France Culture, et a été enquêteur gastronomique pour le guide Lebey.

## Conférences, films de montage et interventions accessibles en ligne
- Stars et fascination, Forum des images[6], 2008
- Laterna magica  d'Ingmar Bergman, Forum des images[7], 2010
- Des enfants gâtés de Bertrand Tavernier, Forum des images[8], 2010
- Is man alone?, interview, associazione Nel, Lugano[9], 2013
- N.T. Binh, le film[10], autoportrait, 2015
- Les couleurs du ventre sur Irma la douce de Billy Wilder, Forum des images[11], 2016
- Dancing with Fred Astaire[12], montage sur Astaire et ses partenaires, 2017
- Le Genou fait son cinéma[13], montage sur l'image du genou dans les films de fiction, 2017
- Stanley Donen, le metteur en scène chef d'orchestre, Cinémathèque française[14], 2022

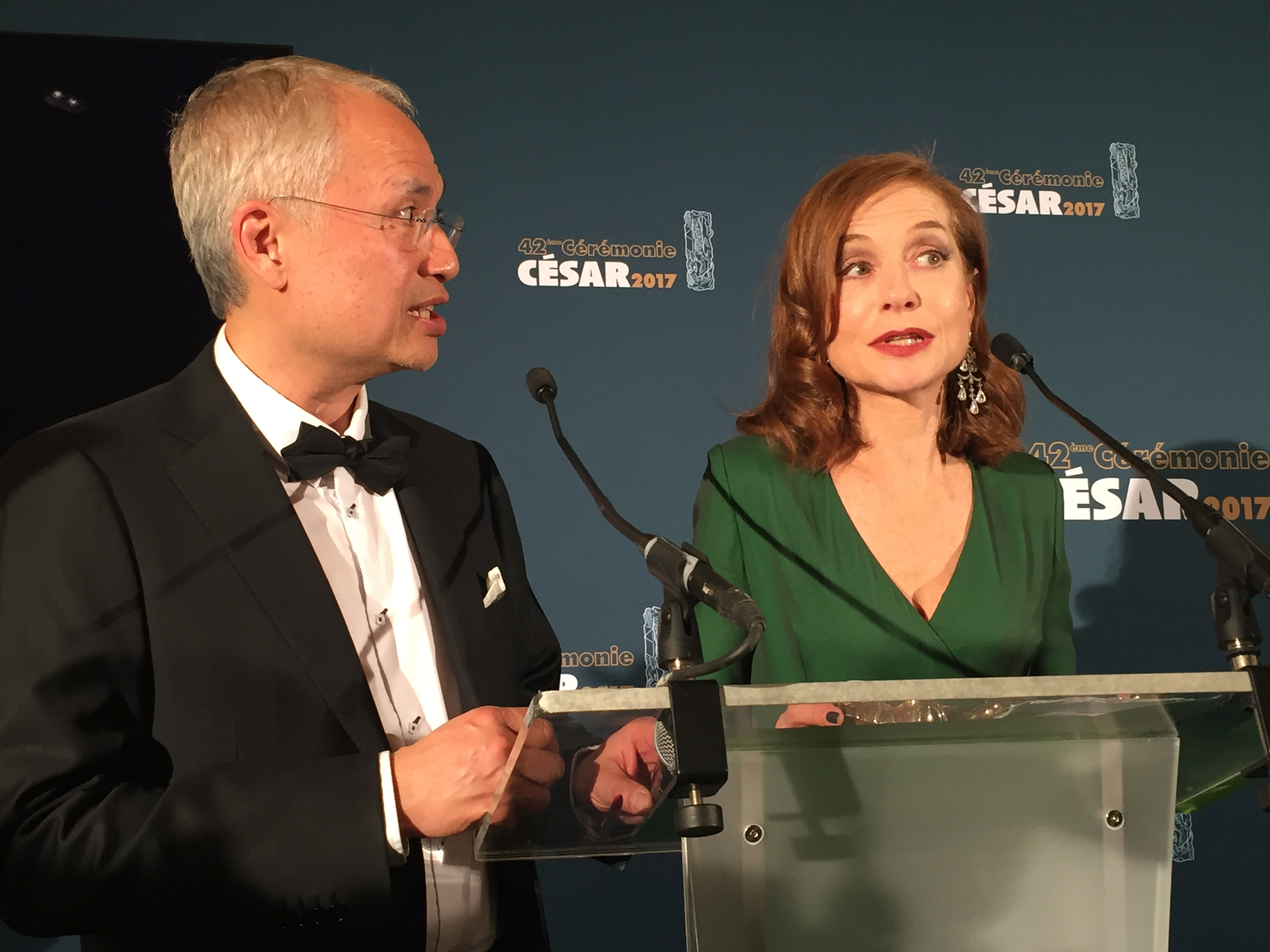
Salle de presse des César 2017, avec Isabelle Huppert

## Prix
- Prix littéraire du Syndicat français de la critique de cinéma :
  - 1991 : Lubitsch
  - 2006 : Sautet par Sautet
  - 2011 : Monuments, stars du 7e art
- Prix de la meilleure biographie ou du meilleur entretien de l’Union des journalistes de cinéma :
  - 2019 : « la série d’entretiens sur la comédie musicale » (avec Rob Marshall, Anne Reinking, Albert Wolsky) dans Positif[15]

## Décoration
- Chevalier de l'ordre des Arts et des Lettres[16]

## Principales publications

### Ouvrages comme auteur ou coauteur[17]
- Mankiewicz, Rivages Cinéma, 1988[18]
- Lubitsch (avec Christian Viviani), Rivages Cinéma, 1990[19]
- Ingmar Bergman, le magicien du Nord, Découvertes Gallimard, 1993[20]
- Typiquement British – Le cinéma britannique (avec Philippe Pilard), Centre Pompidou, 2000[21]
- Sautet par Sautet (avec Dominique Rabourdin), éditions de La Martinière, 2005[22]
- Paris au cinéma, la vie rêvée de la capitale de Méliès à Amélie Poulain, Parigramme, 2003, actualisé 2005[23]
- Carné, Prévert, Trauner : les magiciens du cinéma (avec Jean-Pierre Jeunet et Philippe Morisson), Les Arènes, 2012[24]
- Dictionnaire du cinéma britannique (avec Jean-François Baillon), Vendémiaire, 2023 (à paraître)

#### Ouvrages comme directeur ou coordinateur
Certains livres sont des recueils d'essais ou d'entretiens réalisés avec des étudiants, réunis dans le cadre de l'enseignement-recherche de l'université Paris 1 Panthéon-Sorbonne, coordonnés avec des collègues (Frédéric Sojcher, José Moure, etc.), à chaque fois sur un aspect  de la profession cinématographique : Qu'est-ce qu'une star aujourd'hui ? (2009) Cinéastes et producteurs : un duo infernal ? (2010), L’Art du scénario (2011), Paris-Hollywood, ou le rêve français du cinéma américain (2013), Cinéma et musique, accords parfaits – dialogues avec des compositeurs et des cinéastes (2014), Documentaire et fiction, allers-retours (2015), L’Acteur cinéaste, devant et derrière la caméra (2016), L’Art du montage – comment les cinéastes et les monteurs réécrivent le film (2017), Écrire un film – cinéastes et scénaristes au travail (2018), Écrire par l’image – directeurs et directrices de la photo (2019), Mettre en scène : théâtre et cinéma (préface de Peter Brook, 2020), Le Musical hollywoodien : histoire, esthétique, création (2021), Actrices et Acteurs au travail (2021).
D'autres  sont des albums collectifs qu'il dirige ou codirige, servant de catalogues aux expositions dont il est commissaire : Jacques Prévert, Paris la belle (avec Eugénie Bachelot Prévert, Flammarion, 2008), Monuments, stars du 7e art (éditions du Patrimoine, 2010), Musique et cinéma : le mariage du siècle ? (Actes Sud et la Cité de la musique, 2013), Comédies musicales, la joie de vivre du cinéma (préface de Damien Chazelle, La Martinière et La Philharmonie de Paris, 2018).

##### Contributions à des ouvrages de référence
- American Directors, volume I & II, de Jean-Pierre Coursodon, McGraw-Hill Book Company, 1983[42]
- Dictionnaire des Films, Larousse, 1993[43]
- Dictionnaire des personnages du cinéma, Bordas, 1993[44]
- Encyclopædia Universalis, depuis 1997
- Cannes, les années festival – Bette Davis : 1951, Arte éditions, 1997[45]
- La Petite Encyclopédie du cinéma, éditions du Regard/Réunion des musées nationaux, 1998[46]
- Le Guide du cinéma chez soi, Télérama, 2004[47]
- Dizionario dei registi del cinema mondiale, de Gian Piero Brunetta, Giulio Einaudi editore, 2005[48]
- Histoires de films français, Bordas, 2005[49]
- Le Cinéma en partage, entretiens avec N. T. Binh, de Michel Ciment, Rivages, 2014[50]

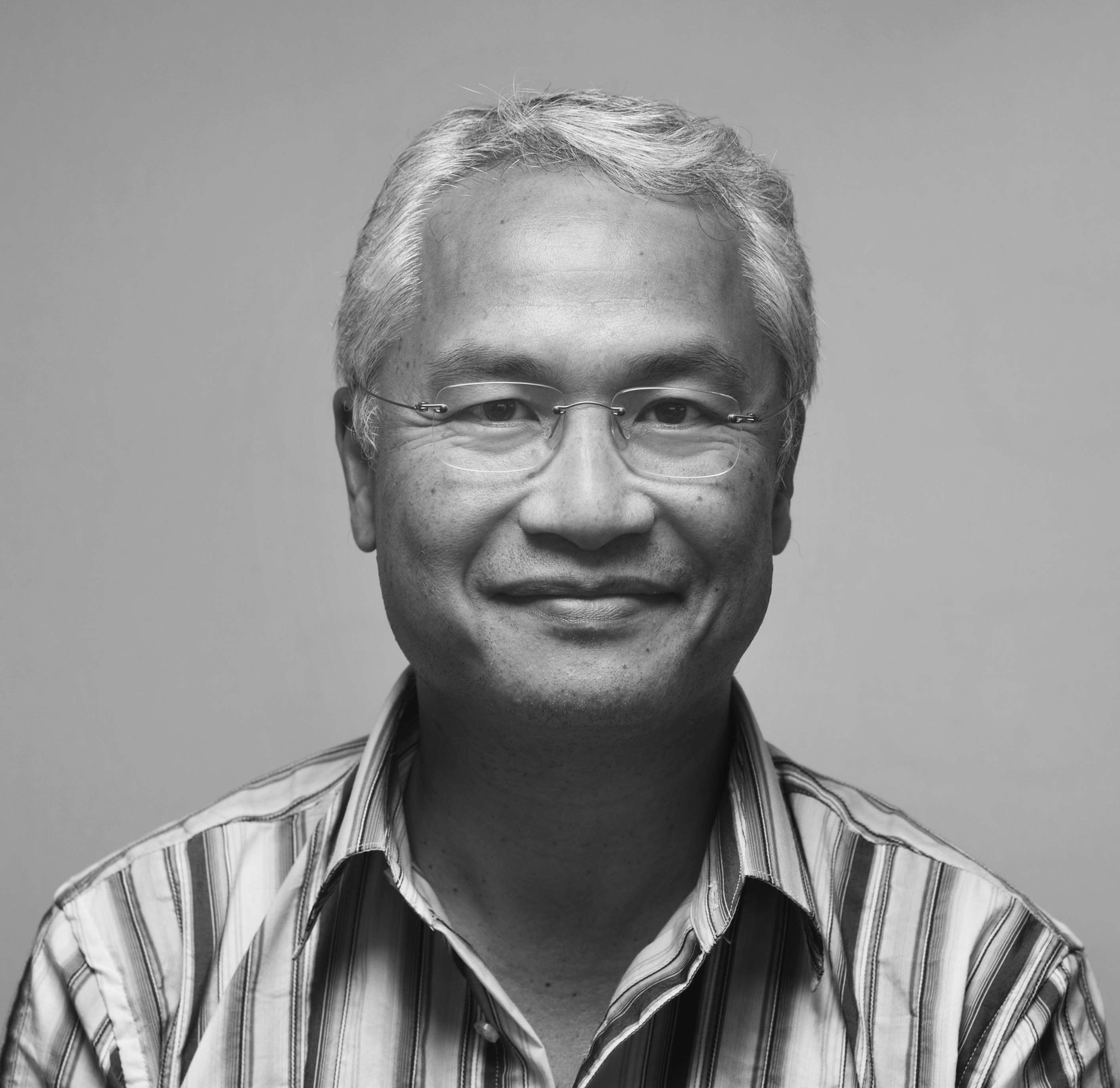
Portrait de N. T. Binh par Nicolas Guérin, 2009

## Revues et magazines de cinéma
Les collaborations régulières sont la revue Positif (depuis 1979) et le magazine parisien Zurban pendant toutes ses années d'existence (2000-2006). Collaborations occasionnelles à Téléciné, Études cinématographiques, Études théâtrales, Cinémaction, 1895 et Double Jeu (université de Caen).

## Chroniques radio
- Le Panorama de France Culture sur France Culture
- Projection privée sur France Culture
- Plan large sur France Culture[51]

## Cinéma et audiovisuel[52]

### Réalisation de documentaires sur le cinéma
- Le Cinéma britannique aujourd’hui, la tradition des francs-tireurs, diffusion Arte, 1997
- Vamps et Femmes fatales du cinéma européen, diffusion Ciné Cinémas, 2000
- Claude Sautet ou la magie invisible, 2003
- Bertrand Tavernier, cinéaste de toutes les batailles, collection Empreintes, diffusion France 5, 2010

#### Principales autres contributions
- Printemps perdu (producteur et coscénariste), réalisé par Alain Mazars, 1990
- L’Atelier d’Alain Resnais (conseiller technique), réalisé par François Thomas, diffusion Arte, 1997
- La Trahison (producteur associé), réalisé par Philippe Faucon, 2005
- Lubitsch, le patron (coscénariste), réalisé par Jean-Jacques Bernard, diffusion Ciné Cinémas, 2010
- Micheline Presle, une exploratrice du cinéma (coscénariste), réalisé par Frédérique Bompuis, diffusion Ciné Cinémas, 2010
- Le Mystère Egoyan (coscénariste), réalisé par Alain Mazars, 2010
- Lee Chang-dong, un art de l’ironie (coscénariste), réalisé par Alain Mazars, 2022